# Виленск
Виленск - деревня в Нижнеудинском районе Иркутской области

## География
Деревня находится в 80 км от Нижнеудинска и в 15 км от ближайшей станции Шеберта.

## Комонимы
Деревня названа в честь Владимира Ильича Ленина по первым буквам его имени и отчества, и первым трём буквам его фамилии, с добавлением окончания "ск"

## Население
По данным Всероссийской переписи населения 2010 года население НП составило 72 человек

## Власть
Деревня в административном плане относится к Иргейскому муниципальному образованию Нижнеудинского района
Иркутской области.